# الدن پوئبلو (آریزونا)
الدن پوئبلو (به انگلیسی: Elden Pueblo) یک منطقهٔ مسکونی در ایالات متحده آمریکا است که در آریزونا واقع شده‌است. الدن پوئبلو ۲٬۱۱۶ متر بالاتر از سطح دریا واقع شده‌است.